# 自立準備ホーム
自立準備ホーム（じりつじゅんびホーム）とは、日本の法務省の「緊急的住居確保・自立支援対策」に基づいて、人々に一時的に住居を提供し、自立を促す施設のことである。

## 概説
刑務所を出所したものの行き場所が無い人、野宿状態（いわゆるホームレス状態）になってしまった人、独り暮らしで薬物依存症やアルコール依存症になってしまった人、などを受け入れ、一時的に住居を提供し、再起を助ける民間施設である。
NPO法人などが、あらかじめ保護観察所に自立準備ホームとして登録し、受託する形で運営している。各法人はそれぞれの特徴を生かして自立準備ホームを運営している。施設の形態は様々のものがあり、複数の人がひとつの部屋を共同で使うタイプもあれば個室の場合もある。普通のアパートを借りてそれを利用している場合もある。ただし、いずれの形態であれ自立準備ホームの職員が毎日 生活指導や集団ミーティング（カウンセリング）などを行うことで、自立を支援している。

## 制度開始までの経緯
日本では以前から更生保護施設があるが、それでは不十分であった。
日本では、刑務所からの出所者は、多くが仕事も無く十分な生活資金も無い状態のまま「出所」して（つまり日本の「社会」に放り出されてしまって）おり、住居が無い状態のため、自立に必要な仕事を得ることすら困難な状態に追いやられ、結果として、本人に特に落ち度がなくても再犯せざるを得ない状態に追い込まれる状態にある。
法務省の統計によると、たとえば2009年の満期釈放者計15,324人のうち、約6,700人（43.8%）に帰住先が無く、仕事も無く十分な生活資金も無い状態のままで出所していた（つまり、いわゆる「居場所」の無い空間、生きてゆくすべのない空間、に放り出されてしまっていた）。2009年の数字を見てみると、14万431人の検挙者のうち42.2％が再犯者であった。検挙者に占める再犯者の割合は1997年から上昇し続けた。
日本政府が充分な支援策を設けておらず、人々を再犯に追いやる悪循環が起きてしまっているのである。そこで法務省は、2011年5月に、問題の抜本的な解決策として、新たに「自立準備ホーム」のしくみを設定したのである。
「緊急的住居確保・自立支援対策」において「保護観察に付されている者及び更生緊急保護の対象となる者（「保護観察対象者等）であって適当な住居の確保が困難な者について、更生保護施設以外の宿泊場所に宿泊させて行う措置を委託する」としたのである。また自立準備ホームは「応急の救護等及び更生緊急保護」の為の施設としても利用できる、とした。検事拘留された後、帰る場所の無いホームレスの人がその対象になる。
2011年4月に宮崎県の民間団体が全国で初めて「自立準備ホーム」の運営を受託した。2011年5月末時点で、登録団体（23の都道府県）にあり、計36団体となった。